# Яркі
Яркі (пол. Jarki) — село в Польщі, у гміні Роєво Іновроцлавського повіту Куявсько-Поморського воєводства.
У 1975-1998 роках село належало до Бидгощського воєводства.